# Einar Göthlin

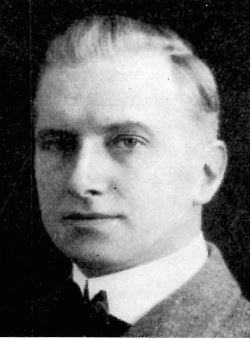
Einar Göthlin.

Gustaf Einar Göthlin, född 26 november 1881 i Vadstena, död 1954, var en svensk provinsialläkare och målare.
Göthlin var son till hospitalsöverläkaren Gustaf Göthlin och Hedvig Geijer och från 1911 gift med Stina Åström. Han blev student vid Uppsala universitet 1900, avlade mediko-filosofisk examen 1902 samt blev medicine kandidat 1908 och medicine licentiat 1914, allt i Uppsala. Han var t.f. amanuens vid Serafimerlasarettets poliklinik för ögonsjukdomar fyra månader 1910–1911, underläkare vid Göteborgs epidemisjukhus 1911–1912, extra provinsialläkare i Björnlunda distrikt 1914–1927, provinsialläkare i Hudiksvalls distrikt 1927–1932, provinsialläkare i Håby distrikt samt dispensärläkare där från 1933. Han var järnvägsläkare vid Ostkustbanan, dispensärläkare vid Hudiksvalls dispensär och skolläkare vid Forsa folkhögskola 1927–1932.
Göthlin fick sin första utbildning inom konsten av amiral Jacob Hägg och råddes något senare av Olof Arborelius att söka in till Konstakademien han valde dock att fortsätta sina studier till läkare. Hans konst består av stilleben, porträtt och mariner i akvarell. Som student vid Uppsala universitet utförde han dekorationsmålningarna vid olika spex vid Östgöta nation. Separat ställde han ut i Stockholm, Uppsala och Hudiksvall och vid Uppsala studenternas 100-årsjubileum 1949 visades ett antal av hans teckningar med motiv från studentlivet i Uppsala. Göthlin är representerad vid Uppsala universitetsbibliotek med ett antal teckningar och karikatyrer av studenter från Uppsala vid tiden för Linnéfesten 1907.